# Син Джимин
Син Джимин (кор. 신지민, кит. 申智珉; род. 8 января 1991 года, известная как Джимин) — южнокорейская рэперша и певица. Бывшая участница женской группы AOA.
Помимо деятельности в группе, Джимин также была финалисткой первого сезона реалити-шоу «Unpretty Rapstar» (2015). Сольный дебют состоялся в 2016 году с синглом «Call You Bae», записанным при участии Сюмина из Exo.
После обвинений в издевательствах со стороны бывшей коллеги по группе Квон Мины, Джимин покинула группу и индустрию развлечений в июле 2020 года. Она вернулась в индустрию развлечений в июле 2022 года.

## Биография
Джимин родилась 8 января 1991 года в Соннаме, Южная Корея. У неё в семье, помимо родителей, есть старшая сестра. С детства она начала заниматься музыкой, обучаясь игре на гитаре, губной гармонике и фортепиано. Во втором классе средней школы Джимин отправилась на обучение в Китай, где изучала китайский язык. В прошлом девушка страдала от синдрома запястного канала и перенесла операцию.

## Карьера

### 2012—2013: Дебют в AOA
30 июля 2012 года AOA выпустили дебютный сингловый альбом Angel’s Story, став тем самым первой женской группой FNC Entertainment. Изначально они дебютировали в составе семи человек, и для специальных выступлений была добавлена ещё одна участница — Юкён.
Первое время AOA было трудно завоевать популярность на корейском рынке, но осенью 2013 года девушки выпустили сингловый альбом Red Motion с синглом «Confused», и более зрелые образы покорили публику. После этого в карьере коллектива последовала череда хитов, и девушки стали одной из популярнейших групп в Корее.

### 2014—2016: Сольный дебют и Unpretty Rapstar
В начале 2015 года Джимин стала участницей первого сезона шоу «Unpretty Rapstar», спин-оффа популярной программы «Деньги на бочку». В отличие от предшественника, в шоу участвуют только девушки. За время участия Джимин выпустила несколько коллабораций, в том числе «T4SA» с MC Meta и Наком. Композиция «Good Start», записанная при участии Сылона из 2AM и спродюсированная Вербал Джинтом достигла второй строчки в сингловом чарте. Сингл «Puss», исполненный вместе с Айроном, стал № 1. Выступление было раскритиковано зрителями, по их словам, Джимин «выступала на Music Core», а не на рэп-баттле. Девушка стала финалисткой шоу, но войти в тройку лучших ей не удалось. 28 апреля Син выпустила специальный сингл «God» с J.Don; видеоклип был вдохновлён популярным телесериалом «Игра престолов».
Сольный дебют Джимин состоялся 3 марта 2016 года с выходом сингла «Call You Bae», записанном при участии Сюмина из Exo. Изменения в составе группы наступили осенью 2016 года с уходом из агентства Юкён по причине завершения её контракта. В июне 2017 года последовал уход Чоа, однако её контракт с FNC всё ещё был действительным (в мае 2019 года было подтверждено, что она также покинула компанию). Джимин стала новым лидером AOA после ухода Чоа. В мае 2019 года группу покинула Мина.

### 2017—2020: Соло активность и уход из индустрии
В октябре 2017 года она выпустила сингл «Hallelujah».
28 января 2018 года состоялась премьера песни «If You Were Me», записанной при участии Юны для дорамы «Корейская одиссея».
13 января 2022 года FNC Entertainment объявила, что контракт Джимин с компанией истек.

### 2022—Н.в: Возвращение
После трехлетнего перерыва в индустрии развлечений 14 июля 2022 года было объявлено, что Джимин подписала эксклюзивный контракт с Alo Malo Entertainment и собирается вернуться в индустрию развлечений. В августе Джимин присоединилась к актерскому составу JTBC «Второй мир», шоу на выживание для рэперов из женских групп.

## Личная жизнь

### Здоровье
В феврале 2019 года в сети появились слухи о том, что Джимин страдает анорексией; поклонники обратили на это внимание после публикаций исполнительницы в Инстаграме, где на всех снимках она выглядела очень худой. Агентство заявило, что она «очень здорова», но фанаты по-прежнему сомневались в правдивости заявления FNC. В конце мая слухи вновь возобновились, однако официальных комментариев не было дано.

### Обвинения в издевательствах и уход из индустрии
3 июля 2020 года бывшая участница AOA Квон Мина заявила в посте в Instagram, что Джимин издевалась над ней в течение десяти лет, из-за этого ей пришлось покинуть группу в мае 2019 года. Она опубликовала фотографию своего покрытого шрамами запястья и заявила, что пыталась несколько раз совершить самоубийство в результате издевательств. Джимин позже ответила на обвинения, разместив слово «выдумка» в своих историях в Instagram, а вскоре удалила его. Квон раскритиковала пост, заявив: «Выдумка? Слишком страшно говорить, что это выдумка». 4 июля Джимин покинула группу и прекратила всю деятельность в индустрии развлечений.

## Дискография

### Синглы
| Название                             | Год                | Пиковая позиция в чартах | Продажи                              | Альбом             |
| Название                             | Год                | KOR                      | Продажи                              | Альбом             |
| Как главный артист                   | Как главный артист | Как главный артист       | Как главный артист                   | Как главный артист |
| ------------------------------------ | ------------------ | ------------------------ | ------------------------------------ | ------------------ |
| «Call You Bae» (совместно с Сюмином) | 2016               | 5                        | Республика Корея (Цифровые): 661,196 |                    |
| «Hallelujah»                         | 2017               | —                        | —                                    |                    |
| «Hey»                                | 2018               | —                        | —                                    |                    |
| Коллаборации                         |                    |                          |                                      |                    |
| «T4SA» (совместно с MC Meta и Nuck)  | 2015               | 50                       | Республика Корея (Цифровые): 73,272  | Unpretty Rapstar   |
| «Good Start» (с Сылоном)             | 2015               | 2                        | Республика Корея (Цифровые): 746,517 | Unpretty Rapstar   |
| «Puss» (с Айроном)                   | 2015               | 1                        | Республика Корея (Цифровые): 992,890 | Unpretty Rapstar   |
| «God» (с J.Don)                      | 2015               | 38                       | Республика Корея (Цифровые): 65,255  | —                  |
| «Yahae» (Кан Мин Хи с Джимин)        | 2015               | 80                       | Республика Корея (Цифровые): 27,633  | —                  |

## Фильмография

### Реалити-шоу
| Год  | Название         |
| ---- | ---------------- |
| 2013 | «Чондамдон, 111» |

### Развлекательные шоу
| Год  | Название                |
| ---- | ----------------------- |
| 2015 | «Некрасивая рэп-звезда» |
| 2015 | «Снова в школу»         |
| 2015 | «Вперёд! Команда мечты» |
| 2016 | «Олимпийский долг»      |
| 2017 | «Комната Шерлока»       |

## Награды и номинации
| Год  | Церемония          | Номинация     | Что номинировано   | Результат |
| ---- | ------------------ | ------------- | ------------------ | --------- |
| 2015 | Melon Music Awards | Горячий Тренд | «Puss» (с Айроном) | Номинация |